# Chlorolestes draconicus
Chlorolestes draconicus – gatunek ważki z rodziny Synlestidae. Występuje w Górach Smoczych we wschodniej części RPA i w Lesotho. Spotykany na wysokościach 1500–1900 m n.p.m., być może występuje wyżej – aż do 3300 m n.p.m.
Imago lata od połowy grudnia do połowy maja. Długość ciała 52 mm. Długość tylnego skrzydła 29,5–30 mm.